# Antoine Deynan
Pour les articles homonymes, voir Saint Antoine.
Saint Antoine de Nagasaki ou Antoine Deynan (1584 -1597), né et mort à Nagasaki au Japon. Il fait partie des  vingt-six chrétiens (catholiques) martyrisés par les autorités japonaises.

## Martyr
Saint Antoine eut la possibilité d'échapper à la mort sur la croix, le magistrat acceptant de lui faire grâce en raison de son jeune âge. Il refusa fermement, considérant cette relaxe comme une forme d'abjuration. Il fut donc mis en croix. Une fois sur celle-ci, il entonna le psaume 112 (Laudate, pueri, Dominum) qu'il ne put finir car arrivé au Gloria Patri, le bourreau l'acheva d'une pointe de lance dans le côté, lui perçant le cœur. 

## Dévotion
Dévotion nationale (Japon), saint Antoine ne possède cependant pas de dévotion propre. Il est révéré avec les autres martyrs de manière collective.

## Iconographie
Il ne semble pas y avoir de symboles propres à sainte Antoine de Nagasaki pour le représenter.

## Sanctoral
- Béatifié le 10 juillet 1627 et canonisé le 8 juin 1862.
- Saint Antoine se fête le 5 décembre avec les vingt-cinq autres martyrs.